# لائورا افریکیان
لائورا افریکیان (ایتالیایی: Laura Efrikian؛ ارمنی: Լաուրա Էֆրիկյան؛ زادهٔ ۱۴ ژوئن ۱۹۴۰) یک بازیگر ارمنی‌تبار اهل ایتالیا است.
از فیلم‌ها یا برنامه‌های تلویزیونی که وی در آن نقش داشته‌است می‌توان به مزرعه چکاوک‌ها و ریتا پشه اشاره کرد.